# Mark Duplass
Mark David Duplass, född 7 december 1976 i New Orleans i Louisiana, är en amerikansk skådespelare, regissör, manusförfattare samt film- och TV-producent.
Tillsammans med sin äldre bror Jay Duplass har han skrivit, regisserat och producerat flera långfilmer och skapat TV-serien Togetherness som hade premiär 2015 på HBO. I serien spelar han även en av huvudrollerna. I början av karriären var Duplass en viktig aktör inom mumblecore-grenren. 

## Filmografi i urval

### Regi, manus, produktion
| Year      | Film                    | Funktion    | Funktion  | Funktion        |
| Year      | Film                    | Regissör    | Producent | Manusförfattare |
| --------- | ----------------------- | ----------- | --------- | --------------- |
| 1996      | Connect 5               |             | Ja**      |                 |
| 2005      | The Puffy Chair         | Okrediterad | Ja        | Ja              |
| 2008      | Baghead                 | Ja          | Ja        | Ja              |
| 2010      | Cyrus                   | Ja          |           | Ja              |
| 2010      | Bass Ackwards           |             | Ja*       |                 |
| 2012      | The Freebie             |             | Ja*       |                 |
| 2012      | Lovers of Hate          |             | Ja*       |                 |
| 2011      | Jeff, Who Lives at Home | Ja          |           | Ja              |
| 2012      | Your Sister's Sister    |             | Ja*       |                 |
| 2012      | The Do-Deca-Pentathlon  | Ja          | Ja        | Ja              |
| 2012      | Safety Not Guaranteed   |             | Ja*       |                 |
| 2012      | Black Rock              |             | Ja*       | Ja              |
| 2014      | Creep                   |             | Ja**      | Ja              |
| 2014      | The One I Love          |             | Ja*       |                 |
| 2014      | The Skeleton Twins      |             | Ja*       |                 |
| 2015–2016 | Togetherness            | Ja          | Ja*       | Ja              |

* = Exekutiv producent

** = Medproducent

### Skådespelare
- 2009 – Humpday
- 2009–2014 – The League (TV-serie)
- 2010 – Greenberg
- 2011 – Your Sister's Sister
- 2012 – Zero Dark Thirty
- 2012–2016 – The Mindy Project (TV-serie)
- 2012 – Safety Not Guaranteed
- 2014 – Tammy
- 2014 – The One I Love
- 2015–2016 – Togetherness (TV-serie)
- 2019 – The Morning Show (TV-serie)